# Futurama: Bender's Big Score
Futurama: Bender's Big Score (titulada como Futurama: El gran golpe de Bender en España y Futurama: La gran película de Bender en Hispanoamérica) es la primera de una serie de cuatro películas realizadas de Futurama. Salió publicada directamente en DVD en Estados Unidos el 27 de noviembre de 2007. En España salió al mercado el 2 de abril de 2008. Las otras tres películas de Futurama salieron a lo largo de 2008 y 2009 con los títulos The Beast with a Billion Backs, Bender's Game e Into the Wild Green Yonder.
Cada una de las películas fueron divididas en cuatro partes para que pudieran ser transmitidas como parte de la serie por Comedy Central entre 2008 y 2009. Bender's Big Score, junto con las otras tres películas, conformaban el regreso de Futurama tras la cancelación de la serie en 2003.

## Producción
En febrero de 2007, el cocreador de Futurama, Matt Groening, respondió a las especulaciones sobre si la serie había sido revivida en formato de episodios o películas, explicando que el equipo estaba «escribiéndolas como películas y luego las vamos a cortar, reconfigurar, escribir material nuevo e intentar que funcionen como episodios separados». Un adelanto de la película fue mostrado en la Comic-Con de 2007. También se informó en la Comic-Con que, una vez que la película fuera "cortada", se reconfiguraría en cuatro episodios que se emitirían por Comedy Central el 23 de marzo de 2008. Lo mismo se haría con las tres películas siguientes, creando una quinta temporada de dieciséis episodios. La grabación de voces finalizó el 3 de julio de 2007. Un primer tráiler oficial fue lanzado el 10 de octubre de 2007.

## Recepción crítica
En su primera semana, el DVD vendió 222.036 unidades, por un total de 3.994.428 dólares. Al 24 de julio de 2008, The Numbers informaba que las ventas del DVD alcanzaban las 920.023 unidades, con un total de 16.662.212 dólares.
La película tiene una puntuación del 100% en Rotten Tomatoes, basada en 11 críticas, con una calificación promedio de 7.40/10. Ganó el premio Annie 2007 a la Mejor Producción para Entretenimiento en el Hogar. La película recibió una calificación de "A" en una reseña de UGO, que calificó sus dos números musicales como "hilarantes", y consideró que la calidad general estaba a la par con la de la serie original. Dan Iverson de IGN le dio a la película una puntuación de 8 sobre 10, afirmando que "es fácil recomendar El gran golpe de Bender tanto a los fanáticos de la serie como a los nuevos espectadores". También calificó el DVD con un siete sobre diez, elogiando los extras pero lamentando la calidad de la transferencia de video.